# Sint-Truiden
Sint-Truiden (francés Saint-Trond, limburguès Sintruin) és una ciutat belga a la província de Limburg, d'uns 38.000 habitants.

## Seccions
| #    | Nom                     | Extensió (km²) | Població (2001) |
| ---- | ----------------------- | -------------- | --------------- |
| I    | Sint-Truiden            | ?              | 21.939          |
| II   | Halmaal                 | 1,75           | 334             |
| III  | Wilderen                | 2,49           | 1.053           |
| IV   | Duras                   | 2,89           | 437             |
| V    | Gorsem                  | 2,30           | 412             |
| VI   | Runkelen                | 1,86           | 425             |
| VII  | Zepperen                | 11,17          | 3.007           |
| VIII | Kortenbos               | ?              | 206             |
| IX   | Ordingen                | 1,78           | 923             |
| X    | Brustem                 | 9,00           | 2.514           |
| XI   | Groot-Gelmen            | 4,92           | 556             |
| XII  | Engelmanshoven          | ?              | 407             |
| XIII | Gelinden                | ?              | 1.388           |
| XIV  | Aalst                   | 4,12           | 712             |
| XV   | Kerkom-bij-Sint-Truiden | 5,04           | 590             |
| XVI  | Velm                    | 10,45          | 2.175           |

Font:www.limburg.be

## Història
La ciutat va créixer als voltants de l'abadia fundada al segle vii per Trudó, que va donar el seu nom a la futura ciutat. El 1227 el príncep-bisbe del Principat de Lieja, Hug de Pierrepont compra la sobirania de Sint-Truiden de l'arquebisbe de Metz i des d'aleshores, la ciutat va esdevenir una bona vila fins a l'any 1795. Al segle xv, durant la política annexionista del ducat de Borgonya les batalles de Montenaken (1465) i de Brustem (1467) als afores de Sint-Truiden van marcar la història de la ciutat. El 1465, Carles I de Borgonya va ocupar la ciutat i imposar la pau de Sint-Truiden que significa l'annexió de fet de tot el principat.
El 1795 comença un breu episodi d'annexió a França cap a la creació el 1815 de Regne Unit dels Països Baixos. Des de 1830 és belga.

## Fills il·lustres
- Felix Aerts (1827-1888) compositor musical.

## Monuments

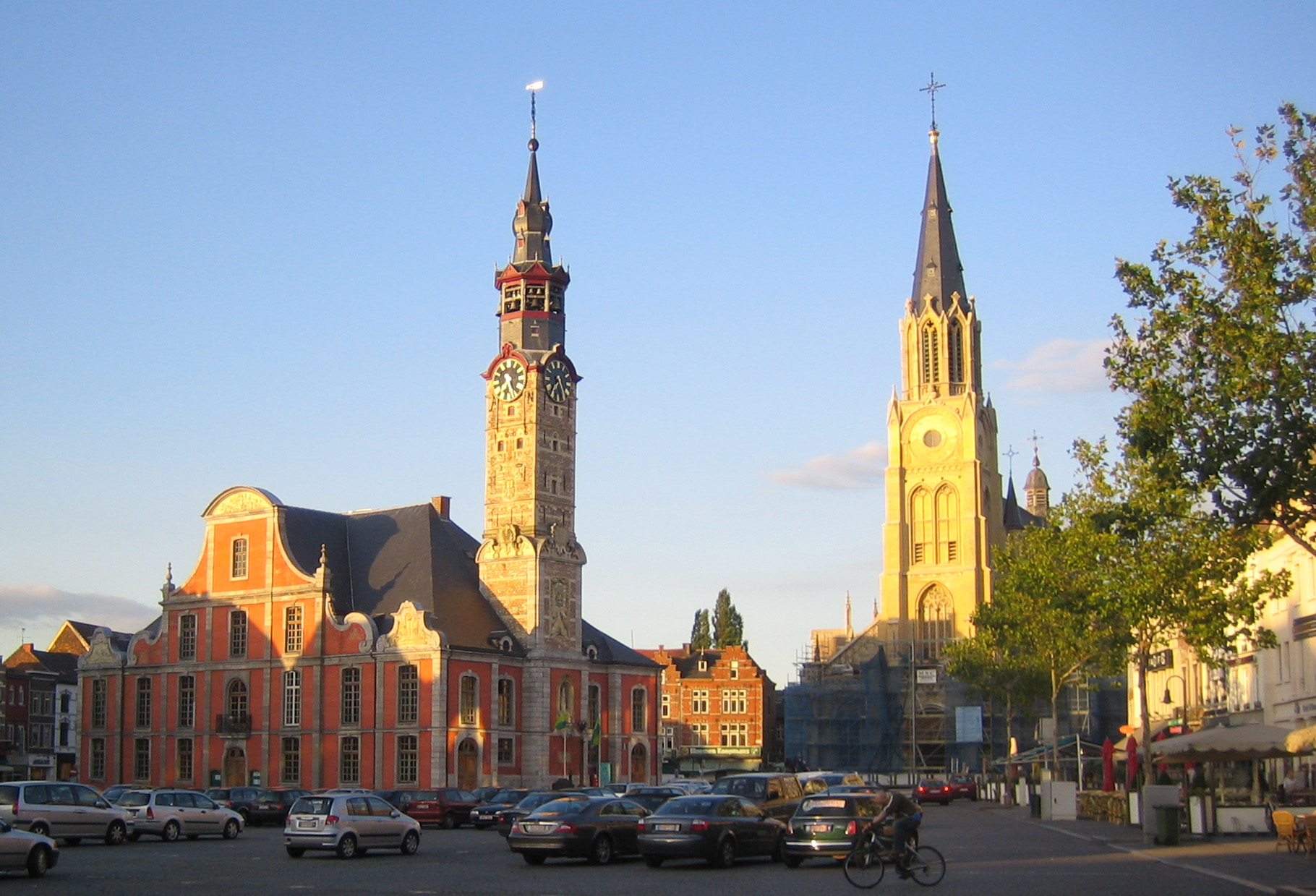
Grote Markt (plaça major) de Sint-Truiden:
a l'esquerra l'ajuntament i el belfort
a la dreta l'església Onze-Lieve-Vrouw (Mare de Déu)

## Agermanaments
- Duràs